# Jerani
Jerani (gr. Γεράνι, tur. Turunlar) – wieś na Cyprze, w dystrykcie Famagusta, 8 km na południowy wschód od Trikomo. Położona jest na terenie republiki Cypru Północnego.